# En förlorad värld (TV-serie)
En förlorad värld (engelsk originaltitel: Brideshead Revisited) är en brittisk miniserie från 1981 med Jeremy Irons och Anthony Andrews i huvudrollerna. Den producerades av Granada Television för TV-kanalen ITV.
Serien är en adaption av romanen En förlorad värld (1945) av Evelyn Waugh. Den följer, från 1920-talet till början av 1940-talet, huvudpersonen Charles Ryders liv och romanser - inklusive hans vänskap med Flytes, en familj av rika engelska katoliker som bor i en palatsliknande herrgård som heter Brideshead Castle. Manuset skrevs av bland andra Derek Granger (seriens producent). Även om eftertexterna tillskriver manuset till John Mortimer, användes inte Mortimers manus. Regissören Charles Sturridge förklarade att 95% av dialogen var från Waughs originaltext. Den 11 avsnitt långa serien hade premiär på ITV i Storbritannien den 12 oktober 1981 och avslutades den 22 december samma år.
År 2000 låg serien på tionde plats på listan över de 100 bästa brittiska tv-programmen som sammanställts av British Film Institute, baserat på en undersökning bland branschfolk. År 2007 listades serien som en av Time Magazines "100 bästa TV-program genom tiderna". År 2010 låg den på andra plats på tidningen The Guardians lista över de 50 bästa tv-dramerna genom tiderna. År 2015 listade The Telegraph den som nummer 1 i sin lista över de bästa tv-adaptionerna, och konstaterade att "Brideshead Revisited är televisionens största litterära anpassning, utan tvekan. Den är helt trogen Evelyn Waughs roman, men den är på något sätt mer än så också."

## Handling
Handlingen kretsar kring kapten Charles Ryder (Jeremy Irons). Under andra världskriget återvänder han som officer till det magnifika engelska godset Brideshead, där han tillbringade mycket tid i sin ungdom. Han minns tillbaka till händelserna kring den förmögna, djupt troende katolska, familjen Flyte som bodde där. Charles lärde först känna familjen och godset genom yngste sonen Sebastian (Anthony Andrews), som han var studiekamrat med vid Oxfords universitet.
Genomgående teman är förutom krigens grymheter och förändringar i England även religion, konst och alkoholism.

## Avsnitt
| Avsnitt | Titel                                          | Speltid     | Sändningsdatum   |
| --- | ---------------------------------------------- | ----------- | ---------------- |
| 1 | "Et in Arcadia Ego – även jag var i paradiset" | 100 minuter | 12 oktober 1981  |
| Våren 1943 flyttar den desillusionerade armékaptenen Charles Ryder sitt kompani till ett nytt brigadhögkvarter på en hemlig plats – som han upptäcker är Brideshead, en gång hem för familjen Marchmain och skådeplatsen för både trevliga och ångestfyllda besök för den yngre Charles. Att se huset för första gången på flera år får honom att minnas Charles första möte med Lord Sebastian Flyte, familjen Marchmains yngre son, på Oxfords universitet 1922, och resten av berättelsen rör sig från den tiden och framåt. I Oxford blir de två unga männen snabbt vänner och trots att hans kusin varnar honom för Sebastian och hans vänkrets är Charles fascinerad av dem, särskilt den flamboyanta och öppet homosexuella esteten Anthony Blanche. Charles har ont om pengar och tillbringar sommarlovet i London med sin likgiltige och stela far Edward tills ett brådskande meddelande från Sebastian tar honom till Brideshead. Där träffar Charles Sebastians syster Julia och introduceras till en värld av rikedom och privilegier som domineras av en stark hängivenhet till katolicismen. |                                                |             |                  |
| 2 | "Hemma och i fjärran länder"                   | 53 minuter  | 20 oktober 1981  |
| På Brideshead blir Charles presenterad för Sebastians yngre syster Cordelia och hans äldre bror Brideshead ('Bridey'). Sebastian bestämmer sig för att tacka ja till en inbjudan till Venedig som Sebastians far, Lord Marchmain, har gett honom och genom att resa i tredje klass kan han ta med sig Charles. När de är i Venedig träffar de Lord Marchmains älskarinna Cara och tillbringar två veckor med ett omfattande program med sightseeing. |                                                |             |                  |
| 3 | "Hösten i Oxford"                              | 53 minuter  | 27 oktober 1981  |
| Tillbaka i Oxford får Sebastian reda på att hans mor har ordnat så att han får handledning - och noggrann övervakning - av Mr Samgrass. Lady Marchmain besöker universitetet och bönfaller Charles att ha ett gott inflytande på hennes bråkige son. När Julia bjuder in Charles och Sebastian till en välgörenhetsbal i London flyr de till en sjaskig nattklubb i Soho. Efter att en berusad Sebastian kraschar deras bil, resulterar den politiska och sociala makten hos den ambitiösa parlamentsledamoten Rex Mottram och Mr Samgrass i att Sebastian bara får böter. |                                                |             |                  |
| 4 | "Sebastian mot världen"                        | 53 minuter  | 3 november 1981  |
| Sebastians snabba nedgång till alkoholism, som han refererar till som dipsomani, leder honom till ständiga problem, trots Mr Samgrass ständigt vakande öga. Under påsklovet i Brideshead försöker Charles resonera med en ständigt berusad Sebastian, som anklagar honom för att vara en spion för Lady Marchmain. Sebastians misslyckande med att reformera sig leder till att han sparkas ut från Oxford, och en berövad Charles återvänder till London för att be sin far om tillåtelse att lämna universitetet för att studera konst utomlands. |                                                |             |                  |
| 5 | "Slag i ansiktet"                              | 51 minuter  | 10 november 1981 |
| Charles återvänder från sina konststudier i Paris och reser till Brideshead för att fira nyår 1925. Sebastian har återvänt från en utflykt till Levanten med mr Samgrass, men svartvita bilder från semestern och kommentarer från de två visar tydligt att Sebastian ofta gav sig av på egen hand för att tillfredsställa sina hedonistiska behov. Sebastian går med på att delta i en rävjakt trots att han planerar att fly till en pub i förtid, så han ber Charles om pengar och hans vän går med på det. När Sebastian kommer hem kraftigt berusad i slutet av dagen, frågar en upprörd Lady Marchmain ut Charles. När hon får reda på att han finansierat Sebastians drickande tillrättavisar hon honom för att ha gjort det möjligt för honom, och Charles lämnar Brideshead, fullt förväntad att aldrig återvända. |                                                |             |                  |
| 6 | "Julia"                                        | 51 minuter  | 17 november 1981 |
| Charles återvänder till sina studier i Paris, där han får besök av Rex Mottram, som letar efter Sebastian och de pengar han stal innan han försvann från deras hotell. Rex diskuterar familjen Marchmains ekonomiska problem och säger att han tänker gifta sig med Julia ändå. Rex får Lord Marchmains samtycke till äktenskapet. Lady Marchmain går motvilligt med på att släppa sitt motstånd mot äktenskapet under förutsättning att Rex konverterar till katolicismen, ett villkor som han är villig att acceptera. Men när Bridey får reda på att Rex har en före detta fru som fortfarande lever, kan det planerade katolska bröllopet inte genomföras på grund av kyrkans vägran att viga frånskilda. En trotsig Julia gifter sig med Rex i en protestantisk ceremoni som hennes familj, med undantag för Cordelia, vägrar att delta i. |                                                |             |                  |
| 7 | "Den osynliga kroken"                          | 51 minuter  | 24 november 1981 |
| I maj 1926 återvänder Charles till England för att frivilligt tjänstgöra under generalstrejken. I East End träffar han Boy Mulcaster. På en fest träffar de Anthony Blanche, som beskriver hur Sebastian bor i Fès. Julia berättar för Charles att hennes döende mor är angelägen om att få träffa Sebastian, och han går med på att åka till Marocko och hämta hem honom. Han upptäcker att Sebastian har bott tillsammans med Kurt, en tysk före detta soldat som avskedats från den franska främlingslegionen efter att avsiktligt ha skjutit sig själv i foten. Sebastian är kronisk alkoholist och har varit inlagd på sjukhus med lunginflammation. Charles finner sin vän utmärglad och utsvävande, ovillig att följa doktorns order och ovillig att lämna Kurt. Innan Charles lämnar Marocko får han veta att Lady Marchmain har dött. |                                                |             |                  |
| 8 | "Brideshead övergivet"                         | 52 minuter  | 1 december 1981  |
| Bridey ger Charles i uppdrag att måla fyra scener av Marchmain House i London, som har sålts för att rätta till Lord Marchmains ekonomiska svårigheter, innan det rivs för att ge plats åt ett flerfamiljshus. Han träffar Cordelia igen. Hon beklagar den pågående upplösningen av sin familj, men försäkrar Charles om att hon fortsätter att finna styrka i sin tro. Cordelia minns sin mors läsning av en fader Brown-berättelse där G. K. Chestertons präst fångar en tjuv "med en osynlig krok och en osynlig linje som är tillräckligt lång för att låta honom vandra till världens ände och ändå föra honom tillbaka med ett ryck i tråden". Åren går och berättelsen fortsätter med att Charles tillbringar två år i Mexiko och Centralamerika med att måla. Han har sedan en pinsam återförening med sin fru Celia i New York City innan de två seglar hem. Ombord på skeppet upptäcker familjen Ryder att Julia är en medpassagerare. Celia är sängliggande med kronisk sjösjuka på grund av extremt grov sjö. |                                                |             |                  |
| 9 | "Stormens barn"                                | 53 minuter  | 8 december 1981  |
| Celias sjukdom gör att Charles och Julia måste lära känna varandra på nytt, och de två blir älskande innan de når Southampton. Tillbaka i London, på en utställning med sin makes senaste konstverk, antyder Celia att hon känner till hans affär med Julia. Anthony Blanche anländer sent till galleriet och bjuder in Charles att följa med honom på en drink i en sjaskig gaybar, där han kritiserar hans talang och målningar, och informerar Charles om att hans affär med Lady Julia redan ryktas allmänt. Charles och Julia ger sig av till Brideshead, där Rex väntar på sin fru. |                                                |             |                  |
| 10 | "Ryck i tråden"                                | 52 minuter  | 15 december 1981 |
| Charles och Julia, som väntar på sina respektive skilsmässor, bor tillsammans ogifta på Brideshead. När Bridey tillkännager sin förlovning föreslår Julia att han ska bjuda in sin fästmö till Brideshead. Bridey påpekar att en så högt moralisk och starkt katolsk kvinna med medelklassvärderingar aldrig skulle sova under samma tak som ett par som "lever i synd". Brideys kommentarer väcker extraordinära känslor av ånger och smärta hos Julia, och avslöjar hennes långvariga katolska skuld till Charles. Cordelia återvänder efter att ha tagit hand om de sårade i det spanska inbördeskriget med oroande nyheter om Sebastians nomadtillvaro och stadiga nedgång under de senaste åren. Hon förutspår att han snart kommer att dö i det tunisiska kloster som han har tagit sin tillflykt till eftersom hans alkoholism förtär honom. |                                                |             |                  |
| 11 | "Återkomsten till Brideshead"                  | 90 minuter  | 22 december 1981 |
| År 1939 är andra världskriget nära förestående. Efter år av självvald exil i Venedig bestämmer sig den dödligt sjuke Lord Marchmain för att återvända hem för att dö. Förfärad över Brideys val av hustru meddelar han att han planerar att lämna Brideshead till Julia och Charles. När Bridey tar med sig en präst för att besöka sin mycket svage far och utföra de sista riterna, protesterar Charles högljutt och förolämpar Julia genom att tjata om vad nattvarden egentligen åstadkommer och vad det kan finnas för skäl att utföra det, särskilt med tanke på Marchmains aversion mot katolicismen. Lord Marchmain skickar iväg prästen och träffar sedan sina advokater för att ändra sitt testamente. Men då lord Marchmain försvagas till den grad att han blir halvt medvetslös, accepterar han slutligen den absolution, som prästen på vissa villkor uttalat genom att göra korstecknet. Med tårar i ögonen bryter Julia sitt äktenskap med Charles, eftersom hon inte vill "sätta upp en rival som är god till Guds". Hon förklarar för honom "att om jag ger upp den här saken som jag så gärna vill ha, hur mycket jag än är, så kommer han inte att misströsta om mig i slutändan". Charles, som har blivit rörd av lord Marchmains slutliga omvändelse, förstår, men det krossar också hans hjärta. Berättelsen återvänder till Brideshead 1944. Charles, som tydligen nu är troende, knäböjer och ber i det återöppnade kapellet som hade varit stängt sedan Lady Marchmains död 1926. Ett ryck i tråden har fört honom till tron. Helgedomens lampa, dess symbol, brinner på nytt. |                                                |             |                  |

## Rollista i urval
| Jeremy Irons     | – Charles Ryder           |
| Anthony Andrews  | – Sebastian Flyte         |
| Diana Quick      | – Julia Flyte             |
| Phoebe Nicholls  | – Cordelia Flyte          |
| Simon Jones      | – Bridey, Lord Brideshead |
| Claire Bloom     | – Lady Marchmain          |
| Laurence Olivier | – Lord Marchmain          |
| Stéphane Audran  | – Cara                    |
| John Gielgud     | – Edward Ryder            |
| Charles Keating  | – Rex Mottram             |
| Nickolas Grace   | – Anthony Blanche         |
| John Grillo      | – Mr. Samgrass            |
| Jeremy Sinden    | – Boy Mulcaster           |
| Jane Asher       | – Celia Ryder             |
| Roger Milner     | – Wilcox                  |
| Mona Washbourne  | – Nanny Hawkins           |
| John Le Mesurier | – Father Mowbray          |

## Om serien
TV-versionen av Waughs roman var ursprungligen tänkt som en sex timmar lång följetong. Sensommaren 1978 bad producenten Derek Granger Michael Lindsay-Hogg att regissera serien. Åtta månader ägnades åt casting, kostymer och manus, med det avgörande beslutet att ha en berättarröst av Charles Ryder. I april 1979 började Lindsay-Hogg filma på öarna Gozo och Malta, där sekvenserna som utspelar sig i Marocko, Mexiko och Centralamerika spelades in. Fyra månaders inspelning följde sedan på platser i England, bland annat i Oxford och Castle Howard, som Granger och Lindsay-Hogg hade valt ut som Brideshead. I augusti stoppade en teknikerstrejk all ITV-produktion. När den avgjordes i oktober var Lindsay-Hogg inte längre tillgänglig på grund av ett tidigare åtagande i ett annat projekt.

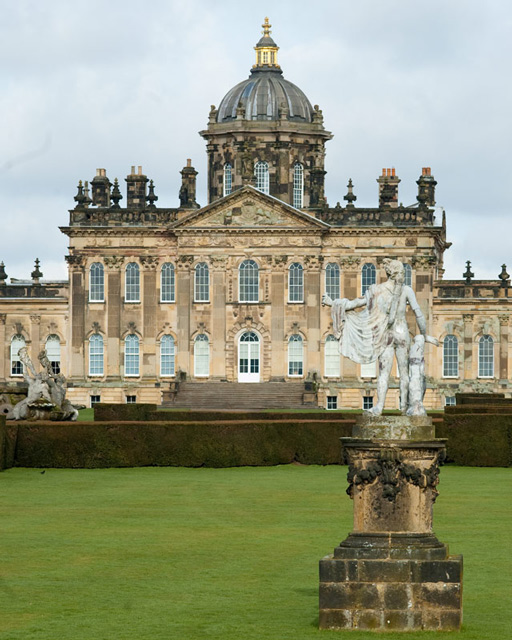
Castle Howard, godset där handlingen utspelas.

Lindsay-Hogg ersattes av den relativa nykomlingen Charles Sturridge, vars tidigare erfarenhet hade varit begränsad till att regissera avsnitt av Strangers, Crown Court och Coronation Street. "Skådespelarna trodde att jag var en del av ett försäkringsbedrägeri", sa Sturridge senare, "och att min oerfarenhet skulle få produktionen att falla igenom." Skådespelarkontrakten var tvungna att omförhandlas för att ta hänsyn till den förlängda inspelningsperioden. Jeremy Irons, som planerade att provspela för filmen Den franske löjtnantens kvinna (1981), stipulerade att han skulle stanna hos Brideshead under förutsättning att han skulle få ledigt för att filma Den franske löjtnantens kvinna om han fick rollen. I stället för att skrota det stora färdiga materialet där skådespelaren medverkade, gick Granger med på det.
Avbrottet i inspelningen var lyckosamt i och med att Laurence Olivier, som tidigare inte varit tillgänglig, nu kunde få en roll i serien. Sturridge och Granger var överens om att det sex timmar långa manuset eliminerade så många detaljer i Waughs berättelse, med dess "talande nyanser och provokativa idéer" att dess styrka äventyrades, och de satte igång med att utöka det till sju tvåtimmarsavsnitt. Man bestämde sig också för att låta huvudpersonen Charles Ryder berätta följetongen på samma sätt som i romanen. Oliviers pressade schema krävde att han började omedelbart, men hans scener hade ännu inte skrivits, och Sturridge och Granger skyndade sig att färdigställa dem så att skådespelaren skulle ha minst en vecka på sig att lära sig sin dialog. Mona Washbourne var mindre lyckligt lottad och fick sitt manus samma dag som hon anlände till inspelningen för att börja filma.
Inspelningen återupptogs den 5 november 1979. Veckan var uppdelad i fem dagar av filmning och två dagar av skrivande. Sturridge och Granger var angelägna om att färdigställa TV-pjäsen så snart som möjligt, och när den tio dagar långa julledigheten var över var manuset färdigt. Granada Television hade godkänt en större budget för det utökade formatet, och Sturridge planerade inspelningen av sekvenser i Venedig, London och ombord på RMS Queen Elizabeth 2. Allt gick enligt planerna, och sedan fick Irons rollen som Franske löjtnanten. Eftersom hans karaktär är med i nästan varje scen i serien, var Sturridge tvungen att placera Brideshead på en lång paus. Under denna period redigerade han färdiga scener och fortsatte att finslipa manuset, även om John Mortimer till slut fick ensam filmkredit för det. Inspelningen återupptogs i september 1980. Eftersom den Franske löjtnanten hade hamnat efter i schemat var Irons tvungen att arbeta med båda projekten samtidigt.
Scenerna i Oxford spelades till stor del in på Waughs alma mater, Hertford College, och de rum som Charles upptar i filmen är de som Waugh bodde i efter sin andra termin. Delar av Wadham College och Christ Church användes också. Större delen av området, alla de större offentliga rummen och flera rum i de privata flyglarna av Castle Howard representerade Brideshead. Bridgewater House i Westminster användes för utsidan av Marchmain House, och dess interiörer filmades i Tatton Hall. Rex och Julias bröllop filmades i kapellet i Lyme Park. Platser i Venedig var bland annat Basilica di Santa Maria Gloriosa dei Frari, Scuola di San Rocco och Palazzi Barbaro. Scenerna på oceanångarens däck filmades på QE2 under en verklig storm, men fartygets interiör var antingen kulisser eller allmänna rum i Adelphi Hotel i Liverpool och Park Lane Hotel i London.
Upploppet i generalstrejkssekvensen var den sista scenen som filmades, och inspelningen var klar i januari 1981 efter fyrtiotvå veckors inspelning. Efterproduktionen var planerad till de kommande sju månaderna. Tidigt in i perioden bestämde ITV att tvåtimmarsavsnitt var för långa, och Sturridge var tvungen att omstrukturera hela serien, börja och avsluta den med utökade avsnitt som skulle avsluta nio avsnitt som var något mindre än en timme vardera.
Originalregissören Lindsay-Hogg berömde Sturridges arbete med serien: "Charles Sturridge ... gjorde ett fantastiskt och vackert arbete, både med skådespelarna och kameran."